# Jakobiniasläktet
Jakobiniasläktet (Justicia) är ett växtsläkte inom familjen akantusväxter som innehåller cirka 600 arter i världens tropiker, samt i tempererade Nordamerika. Några arter odlas som krukväxter i Sverige.
Släktnamnet hedrar James Justice (1698-1763), en skotsk plantskoleman.

## Dottertaxa tillJusticia, i alfabetisk ordning[1]
- Justicia abeggii
- Justicia abscondita
- Justicia aconitiflora
- Justicia acuta
- Justicia acutangula
- Justicia acutifolia
- Justicia addisoniensis
- Justicia adenothyrsa
- Justicia adhaerens
- Justicia adhatoda
- Justicia adhatodoides
- Justicia adscendens
- Justicia aequalis
- Justicia aequilabris
- Justicia aequiloculata
- Justicia aethes
- Justicia afromontana
- Justicia agria
- Justicia alainii
- Justicia albadenia
- Justicia albobractea
- Justicia albovelata
- Justicia alboviridis
- Justicia alchorneeticola
- Justicia alexandri
- Justicia allenii
- Justicia almedae
- Justicia alopecuroidea
- Justicia alsinoides
- Justicia alterniflora
- Justicia alternifolia
- Justicia amanda
- Justicia amazonica
- Justicia amblyosepala
- Justicia americana
- Justicia amherstia
- Justicia amphibola
- Justicia anabasa
- Justicia anagalloides
- Justicia andamanica
- Justicia andersonii
- Justicia andrographioides
- Justicia andromeda
- Justicia androsaemifolia
- Justicia anfractuosa
- Justicia angusta
- Justicia angustata
- Justicia angustibracteata
- Justicia angustiflora
- Justicia angustifolia
- Justicia angustissima
- Justicia anisophylla
- Justicia anisotoides
- Justicia ankazobensis
- Justicia anselliana
- Justicia antirrhina
- Justicia antsingensis
- Justicia aphelandroides
- Justicia appendiculata
- Justicia aquatica
- Justicia araucariensis
- Justicia arborescens
- Justicia arbuscula
- Justicia archeri
- Justicia arcuata
- Justicia ardens
- Justicia ardjunensis
- Justicia argyrostachya
- Justicia aridicola
- Justicia aristeguietae
- Justicia aschenborniana
- Justicia asclepiadea
- Justicia assamica
- Justicia asystasioides
- Justicia atacta
- Justicia atkinsonii
- Justicia atramentaria
- Justicia attenuata
- Justicia attenuifolia
- Justicia aurantiimutata
- Justicia aurea
- Justicia austrocapensis
- Justicia austroguanxiensis
- Justicia austrosinensis
- Justicia axillaris
- Justicia axiologa
- Justicia aymardii
- Justicia backeri
- Justicia baenitzii
- Justicia baillonii
- Justicia bakeri
- Justicia balansae
- Justicia balslevii
- Justicia bangii
- Justicia bankaoensis
- Justicia bantamensis
- Justicia baravensis
- Justicia barbata
- Justicia barlerioides
- Justicia bartlettii
- Justicia baumii
- Justicia beckii
- Justicia beddomei
- Justicia beloperonoides
- Justicia bentii
- Justicia betonica
- Justicia beyrichii
- Justicia bicalcarata
- Justicia biflora
- Justicia biokoensis
- Justicia bitarkarae
- Justicia bizuneshiae
- Justicia blackii
- Justicia blechoides
- Justicia boaleri
- Justicia boerhaaviifolia
- Justicia bojeriana
- Justicia boliviana
- Justicia bolomboensis
- Justicia bolusii
- Justicia bonneyana
- Justicia bonthainensis
- Justicia borinquensis
- Justicia borrerae
- Justicia brachystachya
- Justicia bracteata
- Justicia bracteosa
- Justicia bradeana
- Justicia brandbygei
- Justicia brandegeeana
- Justicia brandisii
- Justicia brasiliana
- Justicia breedlovei
- Justicia bremekampii
- Justicia brenesii
- Justicia breteleri
- Justicia breviflora
- Justicia brevipedunculata
- Justicia brevipila
- Justicia breviracemosa
- Justicia brevispica
- Justicia bridsoniana
- Justicia buchholzii
- Justicia buchii
- Justicia bullata
- Justicia burchellii
- Justicia burkilliana
- Justicia buxifolia
- Justicia cabrerae
- Justicia caerulea
- Justicia calcarata
- Justicia californica
- Justicia calliantha
- Justicia callopsoidea
- Justicia callothamna
- Justicia caloneura
- Justicia calycina
- Justicia calyculata
- Justicia camerunensis
- Justicia campanulata
- Justicia campechiana
- Justicia campenonii
- Justicia campii
- Justicia campylostemon
- Justicia canbyi
- Justicia candelariae
- Justicia candicans
- Justicia candida
- Justicia capensis
- Justicia capitata
- Justicia caracasana
- Justicia cardiochlamys
- Justicia cardiophylla
- Justicia carnea
- Justicia carnosa
- Justicia carrissoi
- Justicia carthaginensis
- Justicia cataractae
- Justicia catenula
- Justicia catharinensis
- Justicia caudata
- Justicia caudatifolia
- Justicia cauliflora
- Justicia cavernarum
- Justicia cayennensis
- Justicia ceylanica
- Justicia chachapoyasensis
- Justicia chacoensis
- Justicia chaconii
- Justicia chaetocephala
- Justicia chalaensis
- Justicia chalmersii
- Justicia chamaephyton
- Justicia chamaeranthemodes
- Justicia championii
- Justicia chapadensis
- Justicia chapana
- Justicia chapareensis
- Justicia chaponensis
- Justicia charadrophila
- Justicia chiengmaiensis
- Justicia chimboracensis
- Justicia chiriquiensis
- Justicia chlamidocalyx
- Justicia chloanantha
- Justicia chlorantha
- Justicia chloroptera
- Justicia chol
- Justicia chrysea
- Justicia chrysocoma
- Justicia chrysostephana
- Justicia chrysotrichoma
- Justicia chuquisacensis
- Justicia ciliata
- Justicia circulibracteata
- Justicia ciriloi
- Justicia claessensii
- Justicia clarkii
- Justicia clausseniana
- Justicia cleomoides
- Justicia clinopodium
- Justicia clivalis
- Justicia coahuilana
- Justicia cobensis
- Justicia cochinchinensis
- Justicia colorata
- Justicia columbiensis
- Justicia comata
- Justicia concavibracteata
- Justicia congestiflora
- Justicia congrua
- Justicia consanguinea
- Justicia cooleyi
- Justicia coppenamensis
- Justicia cordata
- Justicia corumbensis
- Justicia costaricana
- Justicia coursii
- Justicia cowanii
- Justicia cradengensis
- Justicia craibii
- Justicia crassifolia
- Justicia crassiradix
- Justicia crassiuscula
- Justicia crebrinodis
- Justicia crenata
- Justicia croceochlamys
- Justicia cuatrecasasii
- Justicia cubana
- Justicia cufodontii
- Justicia cuicatlana
- Justicia cuixmalensis
- Justicia culebritae
- Justicia cuneata
- Justicia cuneifolia
- Justicia curviflora
- Justicia cuspidulata
- Justicia cuzcoensis
- Justicia cydoniifolia
- Justicia cymulifera
- Justicia cynosuroides
- Justicia cyrtantheriformis
- Justicia cystolithosa
- Justicia daidalea
- Justicia dallarii
- Justicia damingensis
- Justicia danielii
- Justicia dasycarpa
- Justicia dasyclados
- Justicia deaurata
- Justicia debilis
- Justicia decaryi
- Justicia decumbens
- Justicia decurrens
- Justicia decurvata
- Justicia decussata
- Justicia dejecta
- Justicia delascioi
- Justicia delicatula
- Justicia demissa
- Justicia dendropila
- Justicia densibracteata
- Justicia densiflora
- Justicia depauperata
- Justicia desertorum
- Justicia diacantha
- Justicia diclipteroides
- Justicia diffusa
- Justicia diminuta
- Justicia disjuncta
- Justicia dispar
- Justicia disparifolia
- Justicia distichotricha
- Justicia distincta
- Justicia divaricata
- Justicia diversifolia
- Justicia dives
- Justicia drummondii
- Justicia dryadum
- Justicia dubiosa
- Justicia dumetorum
- Justicia dumosa
- Justicia durangensis
- Justicia dusenii
- Justicia eburnea
- Justicia edgarcabrerae
- Justicia effusa
- Justicia ekakusuma
- Justicia elegans
- Justicia elegantissima
- Justicia elegantula
- Justicia elliotii
- Justicia eminii
- Justicia enarthrocoma
- Justicia engleriana
- Justicia ensiflora
- Justicia ephemera
- Justicia equestris
- Justicia eranthemanthus
- Justicia erythrantha
- Justicia euosmia
- Justicia eustachiana
- Justicia evrardii
- Justicia excalcea
- Justicia exigua
- Justicia exsul
- Justicia extensa
- Justicia falconensis
- Justicia faulknerae
- Justicia ferruginea
- Justicia filibracteolata
- Justicia fimbriata
- Justicia fittonioides
- Justicia flaccida
- Justicia flagelliformis
- Justicia flava
- Justicia flaviflora
- Justicia floribunda
- Justicia flosculosa
- Justicia foliosa
- Justicia fortunensis
- Justicia francoiseana
- Justicia fuchsiifolia
- Justicia fuentesii
- Justicia fulvicoma
- Justicia fulvohirsuta
- Justicia funckii
- Justicia furcata
- Justicia fusagasugana
- Justicia galapagana
- Justicia galeata
- Justicia gardineri
- Justicia gendarussa
- Justicia genistifolia
- Justicia gesnerifolia
- Justicia ghiesbreghtiana
- Justicia gibsoniae
- Justicia gilbertii
- Justicia gilliesii
- Justicia glabrescens
- Justicia gladiatotheca
- Justicia glauca
- Justicia glaucifolia
- Justicia glischrantha
- Justicia glomerulata
- Justicia glutinosa
- Justicia goianiensis
- Justicia gonzalezii
- Justicia gossweileri
- Justicia goudotii
- Justicia graciliflora
- Justicia gracilis
- Justicia grandiflora
- Justicia grandifolia
- Justicia grandis
- Justicia graphocaula
- Justicia graphophylla
- Justicia griffithii
- Justicia grisea
- Justicia grisebachiana
- Justicia grossa
- Justicia guerkeana
- Justicia guianensis
- Justicia guineensis
- Justicia gunnari
- Justicia gutierrezii
- Justicia hainanensis
- Justicia hansenii
- Justicia haplostachya
- Justicia harleyi
- Justicia harlingii
- Justicia hassleri
- Justicia hatschbachii
- Justicia haughtii
- Justicia hedrenii
- Justicia hedyotidifolia
- Justicia helonoma
- Justicia henicophylla
- Justicia henricksonii
- Justicia hepperi
- Justicia herpetacanthoides
- Justicia heterocarpa
- Justicia heterosepala
- Justicia heterotricha
- Justicia hians
- Justicia hijangensis
- Justicia hilaris
- Justicia hilsenbeckii
- Justicia hintoniorum
- Justicia hirsuta
- Justicia hochreutineri
- Justicia hodgei
- Justicia holgueri
- Justicia homblei
- Justicia homoea
- Justicia hookeriana
- Justicia huacanensis
- Justicia huambensis
- Justicia huberi
- Justicia huilensis
- Justicia humblotii
- Justicia hunzikeri
- Justicia hygrobia
- Justicia hygrophiloides
- Justicia hylaea
- Justicia hylobia
- Justicia hylophila
- Justicia hyperdasya
- Justicia hyssopifolia
- Justicia ianthina
- Justicia idiogenes
- Justicia iltisii
- Justicia imlayae
- Justicia inaequalis
- Justicia inaequifolia
- Justicia inamoena
- Justicia incana
- Justicia infelix
- Justicia inficiens
- Justicia ingrata
- Justicia internodialis
- Justicia interrupta
- Justicia involucrata
- Justicia iochila
- Justicia irumuensis
- Justicia irwinii
- Justicia ischnorhachis
- Justicia israelvargasii
- Justicia isthmensis
- Justicia itatiaiensis
- Justicia ivohibensis
- Justicia ixodes
- Justicia ixtlania
- Justicia jacobinioides
- Justicia jacuipensis
- Justicia jamaicensis
- Justicia jamisonii
- Justicia japurensis
- Justicia jitotolana
- Justicia johannae
- Justicia johorensis
- Justicia jujuyensis
- Justicia kampotensis
- Justicia kanal
- Justicia karsticola
- Justicia kelleri
- Justicia kempeana
- Justicia keriana
- Justicia kerrii
- Justicia kessleri
- Justicia khasiana
- Justicia kiborianensis
- Justicia killipii
- Justicia kirkbridei
- Justicia kirkiana
- Justicia kiwuensis
- Justicia kleinii
- Justicia kouytcheensis
- Justicia kuchari
- Justicia kuestera
- Justicia kulalensis
- Justicia kunhardtii
- Justicia kuntzei
- Justicia kurzii
- Justicia kwangsiensis
- Justicia ladanoides
- Justicia laeta
- Justicia laevilinguis
- Justicia lamprophylla
- Justicia lancifolia
- Justicia lanstyakii
- Justicia laotica
- Justicia latiflora
- Justicia latispica
- Justicia lavandulifolia
- Justicia laxa
- Justicia lazarus
- Justicia leikipiensis
- Justicia lenticellata
- Justicia leonardii
- Justicia lepida
- Justicia leptochlamys
- Justicia leptophylla
- Justicia leptostachya
- Justicia letestui
- Justicia leucerythra
- Justicia leucodermis
- Justicia leucoesthes
- Justicia leucostachya
- Justicia leucothamna
- Justicia leucoxiphus
- Justicia lianshanica
- Justicia lilloana
- Justicia lilloi
- Justicia linaria
- Justicia lindaviana
- Justicia lindeniana
- Justicia lindenii
- Justicia lindmani
- Justicia linearis
- Justicia linearispica
- Justicia lineolata
- Justicia linifolia
- Justicia lithospermoides
- Justicia lobata
- Justicia loheri
- Justicia lolioides
- Justicia longiacuminata
- Justicia longiflora
- Justicia longii
- Justicia longula
- Justicia lorata
- Justicia loretensis
- Justicia lortiae
- Justicia lovoiensis
- Justicia loxensis
- Justicia lucindae
- Justicia lugoi
- Justicia lukei
- Justicia lundellii
- Justicia luschnathii
- Justicia luzmariae
- Justicia luzonensis
- Justicia lythroides
- Justicia macarenensis
- Justicia macrantha
- Justicia macrophylla
- Justicia macrosiphon
- Justicia madrensis
- Justicia magdalenensis
- Justicia magentea
- Justicia magnifolia
- Justicia maguirei
- Justicia maingayi
- Justicia malacophylla
- Justicia mandoni
- Justicia manserichensis
- Justicia mariae
- Justicia marojejiensis
- Justicia martiniana
- Justicia martinsoniana
- Justicia masiaca
- Justicia matammensis
- Justicia matogrossensis
- Justicia maxima
- Justicia maya
- Justicia mcdowellii
- Justicia mckenleyi
- Justicia mediocris
- Justicia medranii
- Justicia medullosa
- Justicia megalantha
- Justicia membranifolia
- Justicia mendax
- Justicia mendoncae
- Justicia mesetarum
- Justicia metallica
- Justicia metallicorum
- Justicia metallorum
- Justicia meyeniana
- Justicia micrantha
- Justicia microcarpa
- Justicia microdonta
- Justicia microphylla
- Justicia microthyrsa
- Justicia migeodii
- Justicia miguelii
- Justicia minensis
- Justicia minima
- Justicia minus
- Justicia minutiflora
- Justicia minutifolia
- Justicia mirabilioides
- Justicia mirandae
- Justicia mkungweensis
- Justicia modesta
- Justicia mohintlii
- Justicia mollis
- Justicia mollugo
- Justicia monachinoi
- Justicia monopleurantha
- Justicia monticola
- Justicia montis-salinarum
- Justicia moretiana
- Justicia moritziana
- Justicia morona-santiagoensis
- Justicia mossambicensis
- Justicia multibracteata
- Justicia multicaulis
- Justicia multinodis
- Justicia myuros
- Justicia nagpurensis
- Justicia namatophila
- Justicia nana
- Justicia nanofrutex
- Justicia natalensis
- Justicia ndellensis
- Justicia neesiana
- Justicia neesii
- Justicia neglecta
- Justicia nelsonii
- Justicia nematocalyx
- Justicia nemorosa
- Justicia neoglandulosa
- Justicia neolinearifolia
- Justicia neomontana
- Justicia nepalensis
- Justicia nervosa
- Justicia neurantha
- Justicia neurochlamys
- Justicia nevlingii
- Justicia nicaraguensis
- Justicia nigerica
- Justicia nilgherrensis
- Justicia niokolo-kobae
- Justicia nkandlaensis
- Justicia nodicaulis
- Justicia notha
- Justicia novogranatensis
- Justicia novoguineensis
- Justicia nummulus
- Justicia nuriana
- Justicia nuttii
- Justicia nyassana
- Justicia oaxacana
- Justicia obcordata
- Justicia oblonga
- Justicia oblongifolia
- Justicia obovata
- Justicia obtusa
- Justicia obtusicapsula
- Justicia ochroleuca
- Justicia odora
- Justicia oellgaardii
- Justicia oerstedii
- Justicia oldemanii
- Justicia oligantha
- Justicia oncodes
- Justicia onilahensis
- Justicia oranensis
- Justicia orbicularis
- Justicia orchioides
- Justicia oreadum
- Justicia oreophila
- Justicia oreopola
- Justicia ornatopila
- Justicia ornithopoda
- Justicia orosiensis
- Justicia otophora
- Justicia ovalis
- Justicia ovata
- Justicia ovatifolia
- Justicia oxypages
- Justicia pacifica
- Justicia palaciosii
- Justicia pallida
- Justicia palmeri
- Justicia palustris
- Justicia pampolystachys
- Justicia panamense
- Justicia panarensis
- Justicia panduriformis
- Justicia pannieri
- Justicia parabolica
- Justicia parahyba
- Justicia paranaensis
- Justicia parguazensis
- Justicia parimensis
- Justicia paruana
- Justicia parvibracteata
- Justicia parvispica
- Justicia paspaloides
- Justicia pastazana
- Justicia patentiflora
- Justicia pathanamthittiensis
- Justicia paucifolia
- Justicia paucinervis
- Justicia paxiana
- Justicia pectoralis
- Justicia pedemontana
- Justicia pedestris
- Justicia pedicellata
- Justicia pedropalensis
- Justicia pelianthia
- Justicia peninsularis
- Justicia peratanthoides
- Justicia periplocifolia
- Justicia petiolaris
- Justicia petraea
- Justicia petterssonii
- Justicia pharmacodes
- Justicia phillipsiae
- Justicia phlebodes
- Justicia phlebophylla
- Justicia phlomoides
- Justicia phyllocalyx
- Justicia phyllostachys
- Justicia phyllostachyus
- Justicia physogaster
- Justicia phytolaccoides
- Justicia piauhiensis
- Justicia pilosa
- Justicia pilosella
- Justicia pilosocordata
- Justicia pilosula
- Justicia pilzii
- Justicia pinensis
- Justicia pinguior
- Justicia pittieri
- Justicia planchonii
- Justicia platyphylla
- Justicia platysepala
- Justicia plebeia
- Justicia pleurolarynx
- Justicia plowmanii
- Justicia plumbaginifolia
- Justicia pluriformis
- Justicia poeppigiana
- Justicia poggei
- Justicia pohliana
- Justicia poilanei
- Justicia polita
- Justicia polyantha
- Justicia polygaloides
- Justicia polygonoides
- Justicia polyneura
- Justicia polystachya
- Justicia porphyrocoma
- Justicia potamogeton
- Justicia potamophila
- Justicia potarensis
- Justicia pozuzoensis
- Justicia prachinburensis
- Justicia praecox
- Justicia preussii
- Justicia prevostiae
- Justicia prietori
- Justicia pringlei
- Justicia procumbens
- Justicia prominens
- Justicia protracta
- Justicia pseudoamazonica
- Justicia pseudohypoestes
- Justicia pseudorungia
- Justicia pseudospicata
- Justicia pseudotenella
- Justicia psychotrioides
- Justicia puberula
- Justicia pubescens
- Justicia pubiflora
- Justicia pubigera
- Justicia pulgarensis
- Justicia purpusii
- Justicia pycnophylla
- Justicia pygmaea
- Justicia pyrrhostachya
- Justicia quadrifaria
- Justicia quinqueangularis
- Justicia quintasii
- Justicia racemosa
- Justicia rachaburensis
- Justicia radicans
- Justicia ramamurthyi
- Justicia ramosissima
- Justicia ramulosa
- Justicia rauhii
- Justicia readii
- Justicia rectiflora
- Justicia refractifolia
- Justicia refulgens
- Justicia reginaldii
- Justicia regis
- Justicia regnellii
- Justicia reisensis
- Justicia reitzii
- Justicia remotifolia
- Justicia rendlei
- Justicia reptabunda
- Justicia reptans
- Justicia reticulata
- Justicia rhodantha
- Justicia rhodoides
- Justicia rhodoptera
- Justicia rhomboidea
- Justicia richardii
- Justicia richardsiae
- Justicia rictus
- Justicia riedeliana
- Justicia rigens
- Justicia rigida
- Justicia riojana
- Justicia riopalenquensis
- Justicia riparia
- Justicia robertii
- Justicia robinsonii
- Justicia robusta
- Justicia rodgersii
- Justicia roigii
- Justicia romba
- Justicia roseana
- Justicia roseobracteata
- Justicia roseopunctata
- Justicia rothschuhii
- Justicia royeniana
- Justicia rubriflora
- Justicia rubropicta
- Justicia rubroviolacea
- Justicia rugeliana
- Justicia ruiziana
- Justicia runyonii
- Justicia rupestris
- Justicia rusbyi
- Justicia ruwenzoriensis
- Justicia rzedowskii
- Justicia sabulicola
- Justicia sagraeana
- Justicia salasiae
- Justicia salicifolia
- Justicia salma-margaritae
- Justicia salsoloides
- Justicia saltensis
- Justicia salvadorensis
- Justicia salviiflora
- Justicia salvioides
- Justicia sambiranensis
- Justicia sanchezioides
- Justicia sanctae-martae
- Justicia sangilensis
- Justicia santapaui
- Justicia santelisiana
- Justicia sarapiquensis
- Justicia sarmentosa
- Justicia sarothroides
- Justicia saxatilis
- Justicia scandens
- Justicia scansilis
- Justicia scheidweileri
- Justicia schenkiana
- Justicia schimperiana
- Justicia schneideri
- Justicia schoensis
- Justicia schultesii
- Justicia sciera
- Justicia sciota
- Justicia scortechinii
- Justicia scutifera
- Justicia scytophylla
- Justicia sebastianopolitanae
- Justicia seclusa
- Justicia secunda
- Justicia secundiflora
- Justicia sejuncta
- Justicia sellowiana
- Justicia senicula
- Justicia sericea
- Justicia sericiflora
- Justicia sericographis
- Justicia serotina
- Justicia serrana
- Justicia seslerioides
- Justicia sessilifolia
- Justicia sessilis
- Justicia siccanea
- Justicia silvicola
- Justicia simonisia
- Justicia siraensis
- Justicia sitiens
- Justicia skutchii
- Justicia smeruensis
- Justicia soliana
- Justicia sonorae
- Justicia soukupii
- Justicia spartioides
- Justicia spathulifolia
- Justicia sphaerosperma
- Justicia spicigera
- Justicia spiculifera
- Justicia spinigera
- Justicia spinossisima
- Justicia spissa
- Justicia sprucei
- Justicia squarrosa
- Justicia stachytarphetoides
- Justicia stearnii
- Justicia steinbachiorum
- Justicia stellata
- Justicia stenophylla
- Justicia sterea
- Justicia stereostachya
- Justicia steyermarkii
- Justicia stipitata
- Justicia straminea
- Justicia striata
- Justicia strigilis
- Justicia striolata
- Justicia strobiloglossa
- Justicia stuebelii
- Justicia suarezensis
- Justicia subalternans
- Justicia subcoriacea
- Justicia subcymosa
- Justicia subpaniculata
- Justicia subsessilis
- Justicia sulfurea
- Justicia sulphuriflora
- Justicia sumatrana
- Justicia sundana
- Justicia suratensis
- Justicia symphyantha
- Justicia syncollotheca
- Justicia syringifolia
- Justicia tabascina
- Justicia takhinensis
- Justicia tanalensis
- Justicia tarapotensis
- Justicia teletheca
- Justicia telloensis
- Justicia tenella
- Justicia tenera
- Justicia tenuiflora
- Justicia tenuis
- Justicia tenuispica
- Justicia tenuissima
- Justicia tenuistachys
- Justicia terminalis
- Justicia tetrasperma
- Justicia thiniophila
- Justicia thunbergioides
- Justicia thymifolia
- Justicia thyrsiformis
- Justicia tianguensis
- Justicia tigrina
- Justicia tijucensis
- Justicia tinctoriella
- Justicia tobagensis
- Justicia tocantina
- Justicia tomentosula
- Justicia tonduzii
- Justicia tonsa
- Justicia toroensis
- Justicia torresii
- Justicia tranquebariensis
- Justicia tremulifolia
- Justicia trianae
- Justicia trichocarpa
- Justicia trichophylla
- Justicia trichotoma
- Justicia tricostata
- Justicia trifoliata
- Justicia trifolioides
- Justicia tristis
- Justicia trivialis
- Justicia troglodytica
- Justicia tubulosa
- Justicia tukuchensis
- Justicia turipachensis
- Justicia turneri
- Justicia tutukuensis
- Justicia tuxtlensis
- Justicia uber
- Justicia udzungwaensis
- Justicia ukagurensis
- Justicia ulei
- Justicia umbricola
- Justicia unguiculata
- Justicia unyorensis
- Justicia upembensis
- Justicia urophylla
- Justicia uvida
- Justicia uxpanapensis
- Justicia vagabunda
- Justicia vagans
- Justicia vahlii
- Justicia valerii
- Justicia valida
- Justicia wallichii
- Justicia wallnoeferi
- Justicia valvata
- Justicia wardii
- Justicia varians
- Justicia warmingii
- Justicia warnockii
- Justicia vasculosa
- Justicia wasshauseniana
- Justicia weberbaueri
- Justicia velizii
- Justicia venalis
- Justicia ventricosa
- Justicia venulosa
- Justicia veracruzana
- Justicia veraguensis
- Justicia vernalis
- Justicia verrucosa
- Justicia versicolor
- Justicia whytei
- Justicia vicina
- Justicia vidalii
- Justicia wilhelminensis
- Justicia williamsii
- Justicia violaceotincta
- Justicia virescens
- Justicia virgata
- Justicia virgultorum
- Justicia viridescens
- Justicia viridiflavescens
- Justicia viridiflora
- Justicia viscosa
- Justicia vittata
- Justicia vitzliputzli
- Justicia vixspicata
- Justicia wrightii
- Justicia wynaadensis
- Justicia xantholeuca
- Justicia xanthostachya
- Justicia xerobatica
- Justicia xerophila
- Justicia xipotensis
- Justicia xylopoda
- Justicia xylosteoides
- Justicia yhuensis
- Justicia yungensis
- Justicia yunnanensis
- Justicia yurimaguensis
- Justicia yuyoensis
- Justicia zamorensis
- Justicia zamudioi
- Justicia zarucchii
- Justicia zopilotensis